# Профессиональный запрет на брак
Принцип «замужество или профессия» (профессиональный запрет на замужество) — практика ограничения в занятости для замужних женщин в целом или для конкретной профессии (специальности). 
В ряде случаев по принципу «замужество или профессия» женщина подлежала увольнению в случае вступления в брак (особенно при работе в учебных, канцелярских и других профессиях), а иногда даже овдовевшие женщины с детьми считались всё ещё состоящими в браке, что препятствовало их найму на соответствующие должности.
Практика профессионального запрета на брак была распространена в некоторых западных государствах и странах с конца XIX века до 1970-х годов. В 1897 году в Петербурге был введён запрет на замужество для учительниц. Михаил Тихонович Яблочков в книге «Русская школа. Наставление директора народных училищ», изданной в 1894 году, сообщает об увольнении учительниц при выходе замуж в Тульской губернии. Инструкция почтово-телеграфного ведомства Российской империи 1909 года предусматривала, что на службу в это ведомство принимались только незамужние женщины, а уже служащим женщинам разрешалось оставаться на службе по выходе замуж исключительно в том случае, если муж был чиновником в том же учреждении. 
Данная практика в большинстве случаев не имела под собой экономической основы, и слишком буквальное следование ей могло иметь разрушительные последствия для экономики. Исключением были периоды, когда значительное количество мужчин оказывались без работы (например, сразу после окончания военных действий), и власти или организации полагались на то, что замужнюю женщину сможет обеспечить глава семьи. Напротив, в годы войны такие запреты часто утрачивали смысл и отменялись, прямо или негласно. Также существовала разница между крупными городами и сельской местностью: в последней запрет не вводился или фактически не соблюдался в связи с нехваткой учительских кадров. В городах, напротив, доходило до того, что женщину могли уволить не только при вступлении в брак, но и при явном проявлении матримониальных намерений (например, при посещении баров или при обнаружении постоянных отношений с мужчиной). Чаще всего работодатель имел опасение, что женщина, вышедшая замуж, всё равно вскоре будет вынуждена уволиться из-за необходимости посвящать больше времени семье и со временем детям.
Некоторые женщины, как, например, Руби Пэйн-Скотт, держали свой брак в секрете, чтобы сохранить свои рабочие места. Наличие запрета также служило косвенным антистимулом для получения женщиной образования.
С 1960-х годов данная практика стала всё чаще рассматриваться как неравенство в занятости и дискриминации по признаку пола, поэтому она была либо прекращена, либо запрещена через антидискриминационные законы (через положения о дискриминации по семейному положению). В Голландии запрет на брак был отменён в 1957 году, в Ирландии был введён в 1932 году и отменён в 1973 году. С 1975 года сотрудницы Британской геологической службы больше не должны подавать в отставку при замужестве.
На Би-би-си запрет на брак существовал в период между 1932 и 1944 годах, однако он исполнялся непоследовательно, с исключениями в связи с тем, что руководство Би-би-си само неоднозначно относилось к данной политике.